# Grypania spiralis

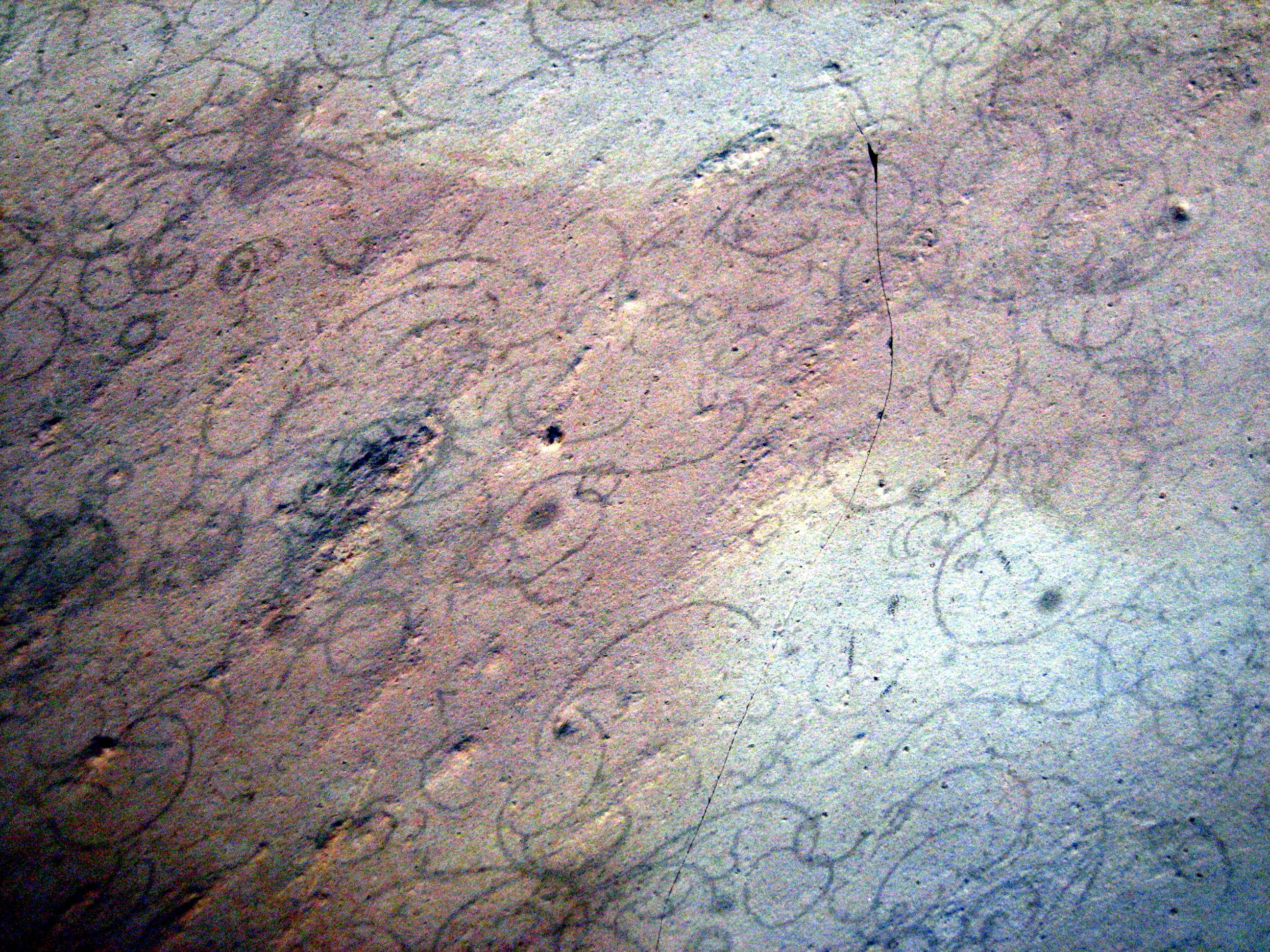
Грипанія спіраліс

Grypania spiralis — один з прадавніх організмів, скам'янілості якого датуються палеопротерозоєм. Можливо, організмами були велетенські бактерії або бактерійні колонії, проте величезні розміри (понад 10 мм) і постійність форми свідчать про те, що скам'янілості могли належати еукаріотичним водоростям, які, таким чином, є прадавніми відомими еукаріотичними організмами.
Найбільш давні рештки цього виду відносяться до порід віком 2,1 млрд років залізистої формації Негауні в шахті Емпайр недалеко від м. Маркетт, шт. Мічиган, де виявлено сотні видимих неозброєним оком спіралеподібних вуглецевих скам'янілостей. Раніше схожі скам'янілості віком 1,1-1,4 млрд років було знайдено в американському штаті Монтана, Китаї (формації Чуанліньгоу і Туаншаньцзи) та Індії. Найімовірніше, що гріпанія є фотосинтезуючою водорістю.

## Ресурси Інтернету
- https://web.archive.org/web/20061212102906/http://www.peripatus.gen.nz/paleontology/MaiLinEvo.html
- Walter та ін. (1976). Megascopic algae 1300 million years old from the Belt Supergroup, Montana. A reinterpretation of Walcott’s Helminthoidichnites. J. Paleontol. 50: 872—881. {{cite journal}}: Явне використання «та ін.» у: |author= (довідка)
- Mukund Sharma, Yogmaya Shukla (25 червня 2009). Mesoproterozoic coiled megascopic fossil Grypania spiralis from the Rohtas Formation, Semri Group, Bihar, India (PDF). Current Science. 96 (12): 1636—1640.